# Hockey sur gazon aux Jeux panaméricains
Les premiers Jeux panaméricains ont lieu en 1951 en Argentine. Le Hockey sur gazon y fait sa première apparition en 1967, au Canada. La première édition féminine a lieu 20 ans plus tard, en 1987. Les Jeux ont lieu tous les 4 ans.

## Palmarès

### Masculin
| Année | Or        | Argent            | Bronze     | Lieu                                   |
| ----- | --------- | ----------------- | ---------- | -------------------------------------- |
| 1967  | Argentine | Trinité-et-Tobago | États-Unis | Winnipeg, Canada                       |
| 1971  | Argentine | Mexique           | Canada     | Cali, Colombie                         |
| 1975  | Argentine | Canada            | Mexique    | Mexico, Mexique                        |
| 1979  | Argentine | Canada            | Mexique    | San Juan, Puerto Rico                  |
| 1983  | Canada    | Argentine         | Chili      | Caracas, Venezuela                     |
| 1987  | Canada    | Argentine         | États-Unis | Indianapolis, USA                      |
| 1991  | Argentine | Canada            | États-Unis | La Havane, Cuba                        |
| 1995  | Argentine | Canada            | États-Unis | Mar del Plata, Argentine               |
| 1999  | Canada    | Argentine         | Cuba       | Winnipeg, Canada                       |
| 2003  | Argentine | Canada            | Cuba       | Saint-Domingue, République dominicaine |
| 2007  | Canada    | Argentine         | Chili      | Rio de Janeiro, Brésil                 |
| 2011  | Argentine | Canada            | Chili      | Guadalajara, Mexique                   |
| 2015  | Argentine | Canada            | Chili      | Toronto, Canada                        |
| 2019  | Argentine | Canada            | États-Unis | Lima, Pérou                            |
| 2023  | Argentine | Chili             | Canada     | Santiago, Chili                        |

### Féminin
| Année | Or         | Argent     | Bronze                 | Lieu                                   |
| ----- | ---------- | ---------- | ---------------------- | -------------------------------------- |
| 1987  | Argentine  | États-Unis | Canada                 | Indianapolis, USA                      |
| 1991  | Argentine  | Canada     | États-Unis             | La Havane, Cuba                        |
| 1995  | Argentine  | États-Unis | Canada                 | Mar del Plata, Argentine               |
| 1999  | Argentine  | États-Unis | Canada                 | Winnipeg, Canada                       |
| 2003  | Argentine  | États-Unis | Uruguay                | Saint-Domingue, République dominicaine |
| 2007  | Argentine  | États-Unis | Antilles néerlandaises | Rio de Janeiro, Brésil                 |
| 2011  | États-Unis | Argentine  | Chili                  | Guadalajara, Mexique                   |
| 2015  | États-Unis | Argentine  | Canada                 | Toronto, Canada                        |
| 2019  | Argentine  | Canada     | États-Unis             | Lima, Pérou                            |
| 2023  | Argentine  | États-Unis | Chili                  | Santiago, Chili                        |

## Tableau des médailles
| Pays                      | Or | Argent | Bronze |
| ------------------------- | -- | ------ | ------ |
| 1. Argentine              | 16 | 6      | 0      |
| 2. Canada                 | 4  | 10     | 5      |
| 3. États-Unis             | 2  | 5      | 7      |
| 4. Chili                  | 0  | 0      | 5      |
| 5. Mexique                | 0  | 1      | 2      |
| 6. Trinité-et-Tobago      | 0  | 1      | 0      |
| 7. Cuba                   | 0  | 0      | 2      |
| 8. Uruguay                | 0  | 0      | 1      |
| 8. Antilles néerlandaises | 0  | 0      | 1      |